# Petac
Petac är en ort i Mexiko.   Den ligger i kommunen Mérida och delstaten Yucatán, i den östra delen av landet, 1 000 km öster om huvudstaden Mexico City. Petac ligger 12 meter över havet och antalet invånare är 221.
Terrängen runt Petac är mycket platt. Runt Petac är det ganska tätbefolkat, med 75 invånare per kvadratkilometer. Närmaste större samhälle är Uman, 15,5 km nordväst om Petac. I omgivningarna runt Petac växer i huvudsak lövfällande lövskog.